# Aloe veitchii
Aloe veitchii é uma espécie de liliopsida do gênero Aloe, pertencente à família Asphodelaceae.